# Hardloper (slang)
De hardloper (Coluber constrictor) is een niet-giftige slang uit de familie toornslangachtigen en de onderfamilie Colubrinae.

## Naam en indeling
De wetenschappelijke naam van de soort werd voor het eerst voorgesteld door Carl Linnaeus in 1758. Oorspronkelijk werd de wetenschappelijke naam Coluber Constrictor gebruikt. De slang behoorde later tot andere geslachten, zoals Bascanion, Coryphodon, Bascanium en Zamenis. De soort wordt ook wel geelbuikslang genoemd.

### Ondersoorten
De soort wordt verdeeld in elf ondersoorten die onderstaand zijn weergegeven, met de auteur en het verspreidingsgebied.
| Naam                             | Auteur                    | Verspreidingsgebied                 |
| -------------------------------- | ------------------------- | ----------------------------------- |
| Coluber constrictor anthicus     | Cope, 1862                | Verenigde Staten                    |
| Coluber constrictor constrictor  | Linnaeus, 1758            | Verenigde Staten                    |
| Coluber constrictor etheridgei   | Wilson, 1970              | Verenigde Staten                    |
| Coluber constrictor flaviventris | Say, 1823                 | Verenigde Staten                    |
| Coluber constrictor foxii        | Baird & Girard, 1853      | Canada, Verenigde Staten            |
| Coluber constrictor helvigularis | Auffenberg, 1955          | Verenigde Staten                    |
| Coluber constrictor latrunculus  | Wilson, 1970              | Verenigde Staten                    |
| Coluber constrictor mormon       | Baird & Girard, 1852      | Canada, Verenigde Staten, Mexico    |
| Coluber constrictor oaxaca       | Jan, 1863                 | Guatemala, Mexico, Verenigde Staten |
| Coluber constrictor paludicola   | Auffenberg & Babitt, 1955 | Verenigde Staten                    |
| Coluber constrictor priapus      | Dunn & Wood, 1939         | Verenigde Staten                    |

## Uiterlijke kenmerken
De lengte loopt uiteen van ongeveer negentig centimeter tot 1,5 meter, uitschieters kunnen 1,85 m bereiken. De kleur is zeer variabel, zowel bruine, gele als meer blauwachtige exemplaren komen voor. Het lichaam is smal en de staart is lang en dun, de kop is breed en duidelijk afgesnoerd door een smalle nek. De iris is bruin tot donkergeel van kleur. De juvenielen zijn bij de geboorte ongeveer 25 centimeter lang en hebben donkere vlekjes op de rug die na verloop van tijd verdwijnen als ze ongeveer 75 centimeter lang zijn. Lange tijd werd zelfs gedacht dat de juvenielen tot een andere soort behoorden.

## Levenswijze
De hardloper is een dagactieve, bodembewonende soort die goed kan klimmen en bekendstaat als bijzonder snel. De wetenschappelijke soortaanduiding constrictor betekent wurgen, en ondanks dat vele gladde slangen de prooi wurgen doet deze soort dat niet. De prooi wordt verpletterd onder het lichaam of doodgedrukt door de kaken. Op het menu staan hagedissen, kleine zoogdieren, vogels, eieren, slangen, kleine schildpadden en kikkers. Jongere dieren eten vaak insecten. De slang staat bekend als agressief en bijt bij verstoring. Vroeger werd wel gedacht dat het dier mensen achtervolgde maar dit wordt beschouwd als een sterk verhaal.
De eieren worden afgezet in de zomer. Er worden drie tot elf eieren afgezet, soms leggen meerdere vrouwtjes hun eieren in hetzelfde nest.

## Verspreiding en habitat

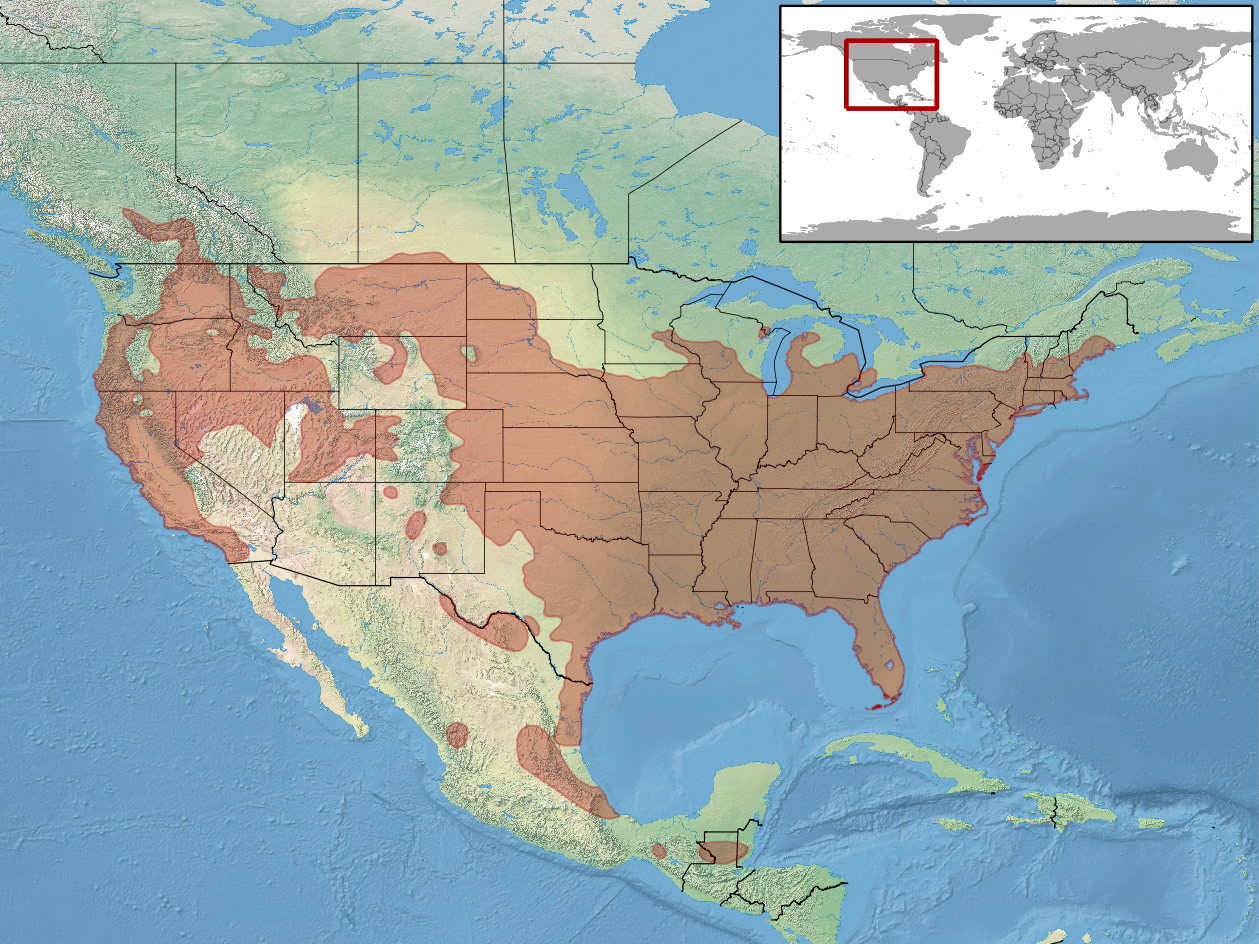
Verspreidingsgebied in het rood.

De hardloper komt voor in Noord- en Midden-Amerika: in zuidelijk Canada, de Verenigde Staten, Mexico, Belize en noordelijk Guatemala. Er zijn elf ondersoorten die wat betreft verspreidingsgebied sterk afwijken.
De habitat bestaat uit een grote diversiteit aan biotopen, zoals bossen, savannen, scrublands, graslanden, woestijnen, moerassen en rotsige omgevingen. Ook in door de mens aangepaste streken zoals weilanden kan de slang worden aangetroffen. Zowel in droge als vochtige omgevingen wordt de soort aangetroffen, maar niet in berggebieden en woestijnen.

## Beschermingsstatus
Door de internationale natuurbeschermingsorganisatie IUCN is de beschermingsstatus 'veilig' toegewezen (Least Concern of LC).